# Estación de Robledo de Chavela
Robledo de Chavela (a veces denominada simplemente como Robledo) es un estación ferroviaria situada en el municipio español de Robledo de Chavela en la Comunidad de Madrid. Cuenta con servicios de Media Distancia, así como servicios limitados de la línea C-8a de Cercanías Madrid. Cumple también funciones logísticas.

## Situación ferroviaria
La estación se encuentra en el punto kilométrico 65,09 de la línea férrea de ancho ibérico que une Madrid con Hendaya a 1016,60 metros de altitud, entre las estaciones de Santa María de la Alameda-Peguerinos y Zarzalejo. El tramo es de vía doble y está electrificado.

## Historia
La estación fue inaugurada el 1 de julio de 1863 con la puesta en marcha del tramo Ávila – El Escorial de la línea radial Madrid-Hendaya. Su explotación inicial quedó a cargo de la Compañía de los Caminos de Hierro del Norte de España quien mantuvo su titularidad hasta que en 1941 fue nacionalizada e integrada en la recién creada RENFE. Desde el 31 de diciembre de 2004 Renfe Operadora explota la línea mientras que Adif es la titular de las instalaciones ferroviarias.

## La estación
Se encuentra separada de núcleo urbano en tres kilómetros y está formada, aproximadamente, por una decena de edificios (vestíbulo de viajeros, muelle de carga y algunas viviendas). En su última reforma el edificio para viajeros de dos pisos y planta rectangular con dos pequeños anexos laterales fue repintado de verde y amarillo dándole un aspecto muy llamativo. Se instaló también un nuevo refugio y se modernizaron los andenes. Cuenta con dos andenes, uno lateral y otro central al que acceden cinco vías. Los cambios de vía se realizan a nivel. 

## Servicios ferroviarios

### Media Distancia
En Robledo de Chavela Renfe presta servicios de Media Distancia gracias a sus trenes regionales. La conexión con mayor frecuencia se realiza gracias a estos últimos entre Madrid y Ávila a razón de cuatro o cinco trenes diarios en ambos sentidos. Por su parte los trenes MD permiten enlazar con León, San Sebastián y Palencia, entre otros.
| Línea MD | Trenes   | Origen/Destino                      |  | Destino/Origen                                               |
| -------- | -------- | ----------------------------------- |  | ------------------------------------------------------------ |
| 16       | MD       | Madrid-Príncipe Pío                 |  | Ávila Valladolid-Campo Grande Palencia Vitoria San Sebastián |
| 13       | MD       | Madrid-Príncipe Pío                 |  | Ávila Salamanca La Alamedilla                                |
| 16       | MD       | Madrid-Príncipe Pío                 |  | Ávila Valladolid-Campo Grande Palencia León                  |
| 51       | Regional | Madrid-Atocha Cercanías El Escorial |  | Ávila                                                        |

### Cercanías
| procedencia/destino                  | < estación                           | Línea | estación > | destino/procedencia |
| ------------------------------------ | ------------------------------------ | ----- | ---------- | ------------------- |
| Santa María de la Alameda-Peguerinos | Santa María de la Alameda-Peguerinos |       | Zarzalejo  | Guadalajara         |

Desde el 5 de noviembre de 2018 la estación forma parte de la red de Cercanías Madrid, como parte de la línea C-3a hasta 2023, y como parte de la línea C-8a en la actualidad.

## Conexiones

### Autobús
| Diurnos |                             |                                              |          |
| Línea   | Destino                     | Parada                                       | Operador |
| 640A    | Robledo de Chavela (pueblo) | 12749 Fco. Quevedo - Est. Robledo de Chavela | ALSA     |